# Таскала (Таскалинський район)
Таскала́ (каз. Тасқала) — село, центр Таскалинського району Західноказахстанської області Казахстану. Адміністративний центр Таскалинського сільського округу.
У радянські часи село називалось Каменка.
Населення — 8118 осіб (2021; 7350 у 2009, 7054 у 1999, 6237 у 1989).